# ANT1
ANT1 är en grekisk privat TV-kanal, som ägs av ANT1 Group.

### Fotnoter
Den här artikeln är helt eller delvis baserad på material från engelskspråkiga Wikipedia, ANT1, tidigare version.